# 少果胡颓子
少果胡颓子（学名：Elaeagnus wilsonii）为胡颓子科胡颓子属下的一个种。

## 扩展阅读
- 維基物種上的相關：少果胡颓子